# Испанская тортилья

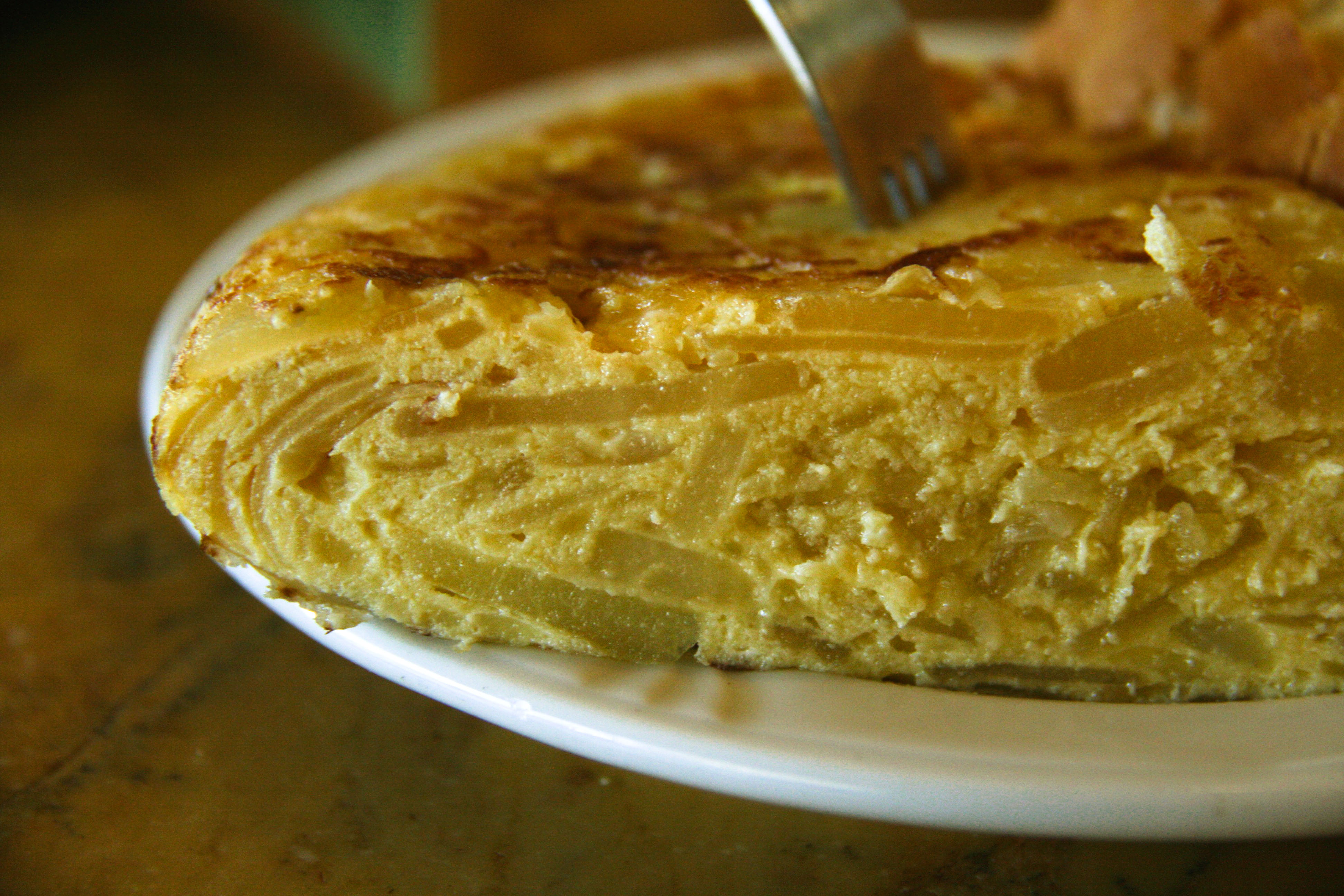
Испанская тортилья

Испанская торти́лья (картофельная тортилья; исп. tortilla de patatas) — яичница на оливковом масле из куриных яиц с картофелем. Наряду с паэльей и гаспачо является одним из наиболее узнаваемых блюд испанской кухни. Часто подаётся на завтрак. В испанских барах тортилья, сервированная в бутерброде, предлагается в качестве закуски. Обнаруживает сходство с итальянской фриттатой или белорусской дрочёной.
Известна с начала XVII века и предположительно была впервые приготовлена монахами-картезианцами. По другой версии первую картофельную тортилью приготовила в XIX веке наваррская крестьянка, перед которой стояла задача накормить вставшего к ней на постой карлистского генерала Сумалакарреги в отсутствие иных продуктов кроме картофеля и яиц.
В традиционном рецепте картофель нарезают дольками или кубиками и жарят на разогретом в сковороде оливковом масле до образования румяной корочки, после чего перекладывают в дуршлаг, чтобы стекли остатки масла. Сырые яйца взбивают в отдельной посуде, добавляют в готовый картофель, перемешивают и снова жарят на сковороде, после чего полученный омлет переворачивают поджаренной стороной наверх. Тортилью подают именно поджаренной стороной вверх. Блюдо предлагается в горячем, тёплом или холодном виде (в последнем случае — как тапас).
Кроме основного рецепта существуют вариации с добавлением других овощей. Готовая тортилья находится в ассортименте любого супермаркета Испании, обычно в двух вариантах: с добавлением репчатого лука или без него.